# 1-я улица 8 Марта
1-я улица 8 Марта (название с 1938 года) — улица в Северном административном округе города Москвы на территории района Аэропорт. Расположена между Планетной улицей и улицей Юннатов.

## Происхождение названия
Изначально четыре улицы, из которых остались лишь 1-я и 4-я, именовались Истоминскими улицами.
В 1928—1937 гг. они назывались 1-я—4-я улицы Рыкова — по фамилии советского деятеля Рыкова Алексея Ивановича (1881—1938), занимавшего ряд ответственных постов, в том числе председателя Совета Народных Комиссаров СССР, осуждённого и расстрелянного по делу «правотроцкистского блока» (т. н.Третий Московский процесс).
В 1937—1938 гг. — вновь 1-я—4-я Истоминские улицы. Переименованы в 1-ю—4-ю улицы Восьмого Марта в 1938 г. — по соседству с улицей Восьмого Марта. В послевоенное время 2-я и 3-я улицы Восьмого Марта исчезли, сохранились лишь 1-я и 4-я.

## Здания и сооружения

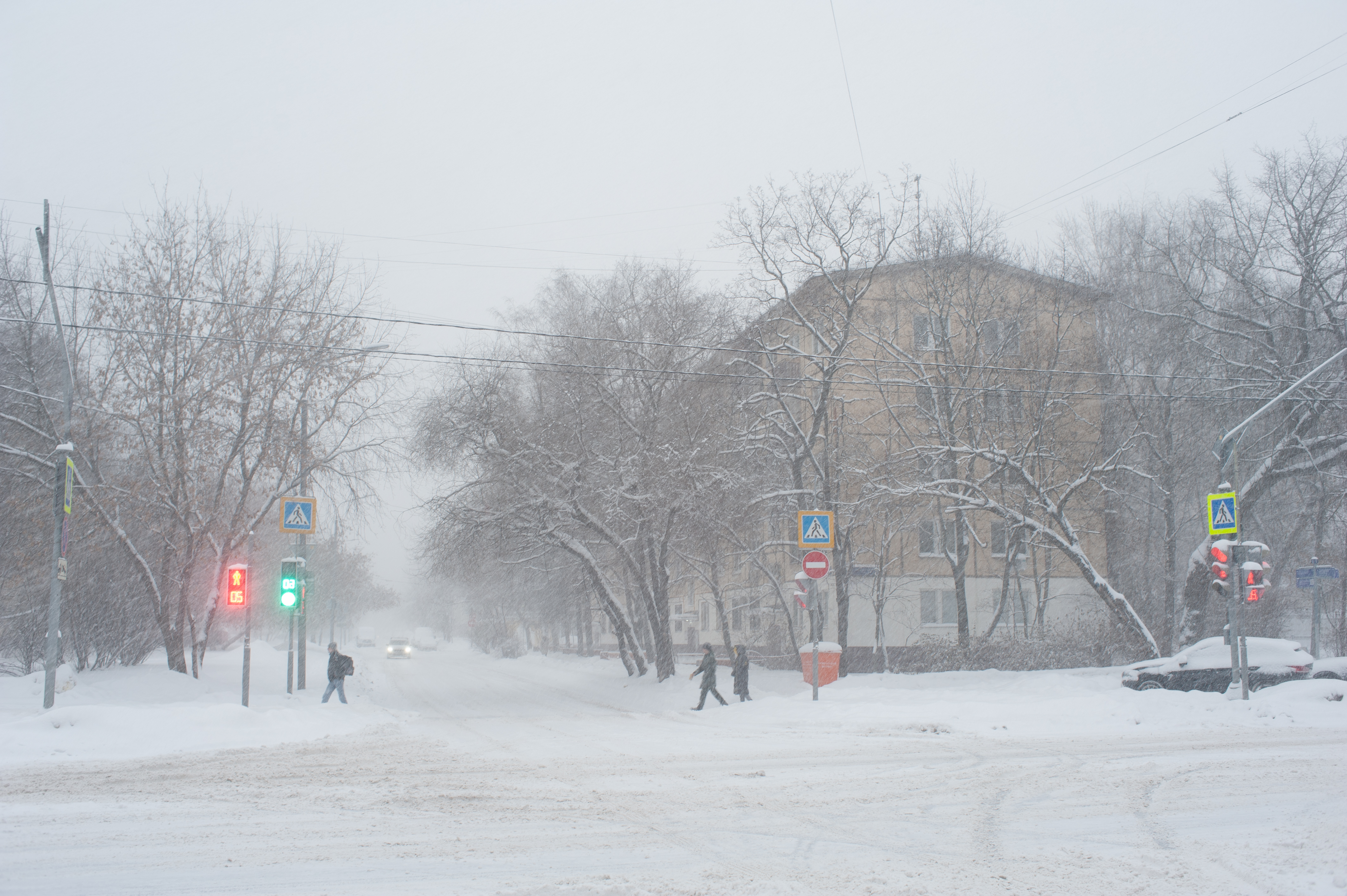
Первая улица Восьмого марта зимой, вид на север

По чётной стороне улицы располагается территория Гематологического научного центра Росздрава.

## Транспорт
Станции метро Аэропорт, Динамо и Петровский парк, а также станция МЦД Гражданская.